# Mendenhall
Mendenhall – miasto w Stanach Zjednoczonych, w stanie Missisipi, siedziba administracyjna hrabstwa Simpson.